# Garrucha
Garrucha ist eine spanische Gemeinde im Verwaltungsgebiet Levante Almeriense der Provinz Almería in der Autonomen Gemeinschaft Andalusien. Die Bevölkerung von Garrucha bestand im Jahr 2024 aus 10.603 Einwohnern. Die Gemeinde besteht aus verschiedenen Ortsteilen.

## Geografie
Garrucha ist eine Hafenstadt im Südosten Spaniens am Mittelmeer. Der Hafen von Garrucha, der von einer Burg aus dem 18. Jahrhundert verteidigt wird, bietet großen Schiffen Schutz und ist der natürliche Ausgang für den Handel eines einst blühenden Landwirtschafts- und Bergbaugebiets. Jahrhunderts hatte Garrucha einen beträchtlichen Handel mit Blei, Silber, Kupfer, Eisen, Espartogras und Obst, aber heute ist der einzige Export des Hafens der Gips, der in Sorbas abgebaut wird. Es gibt noch eine kleine Fischereiflotte und private Boote.

## Geschichte
Die Siedlung wurde im 16. Jahrhundert von ansässigen Fischern gegründet.

## Wirtschaft
Haupteinnahmequelle ist der Tourismus.

## Sehenswürdigkeiten
- Hafen
- Kirche Iglesia de San Joaquín
- Burg Castillo de las Escobetas

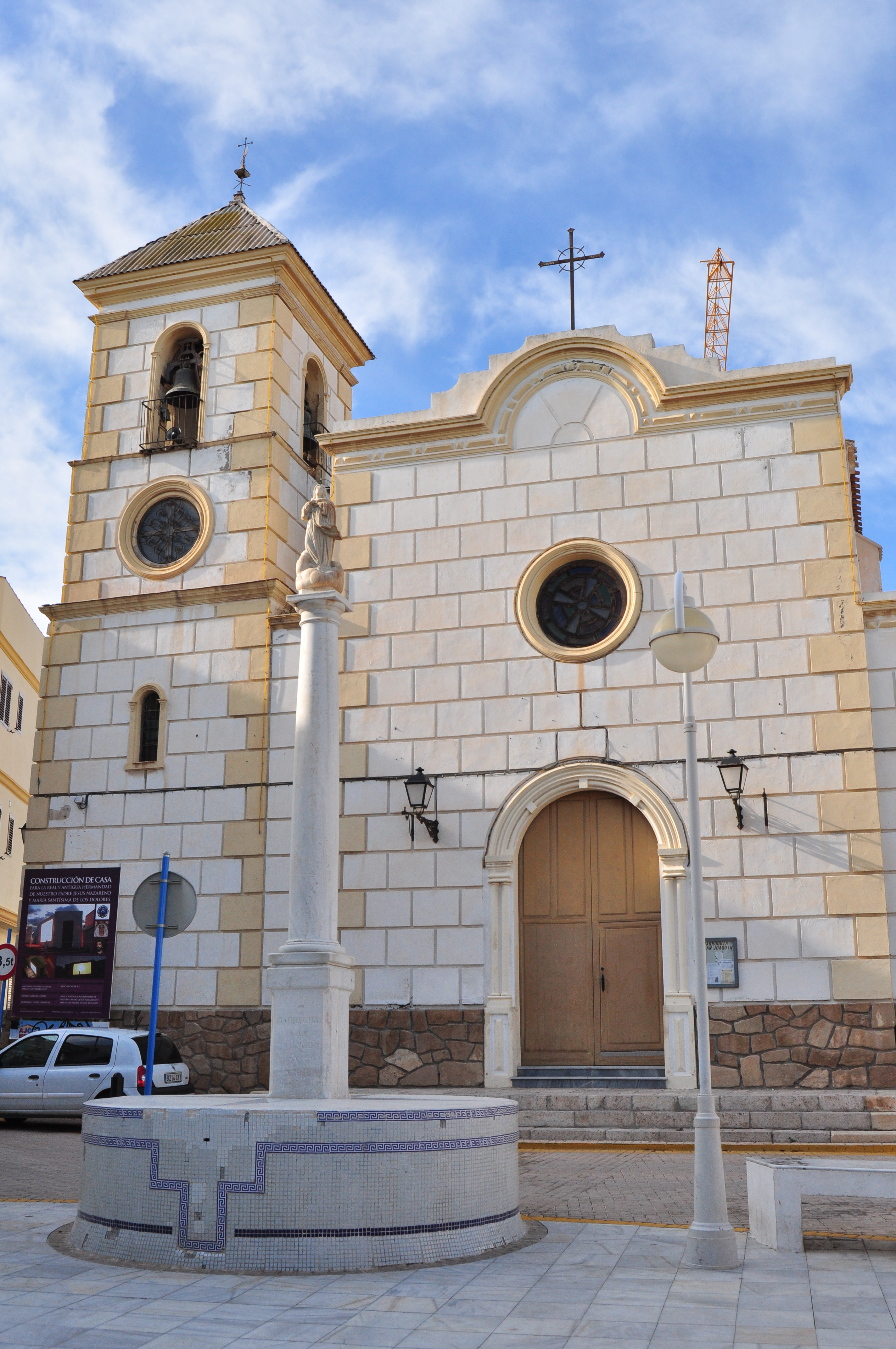
Iglesia de San Joaquín
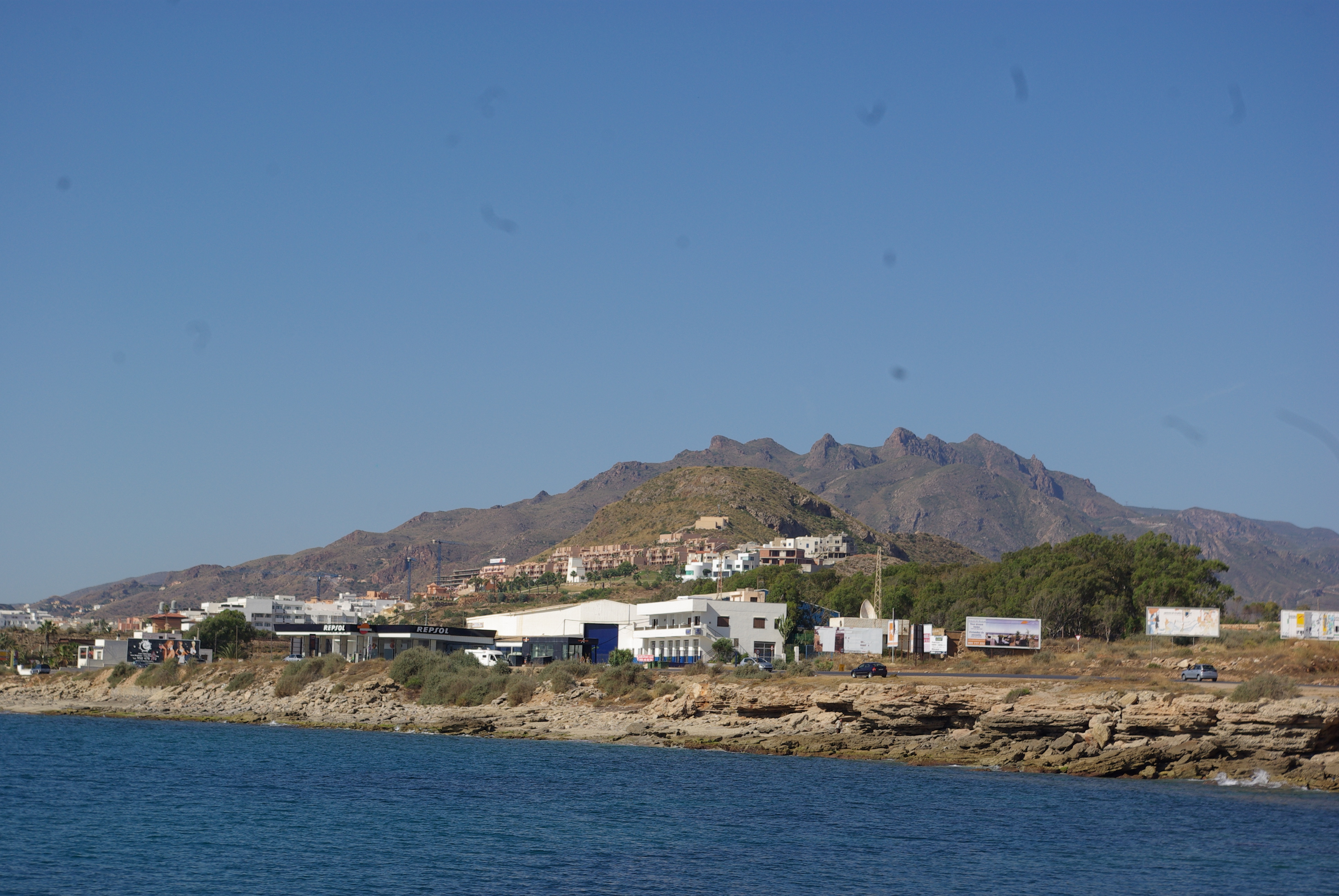
Küste von Garrucha
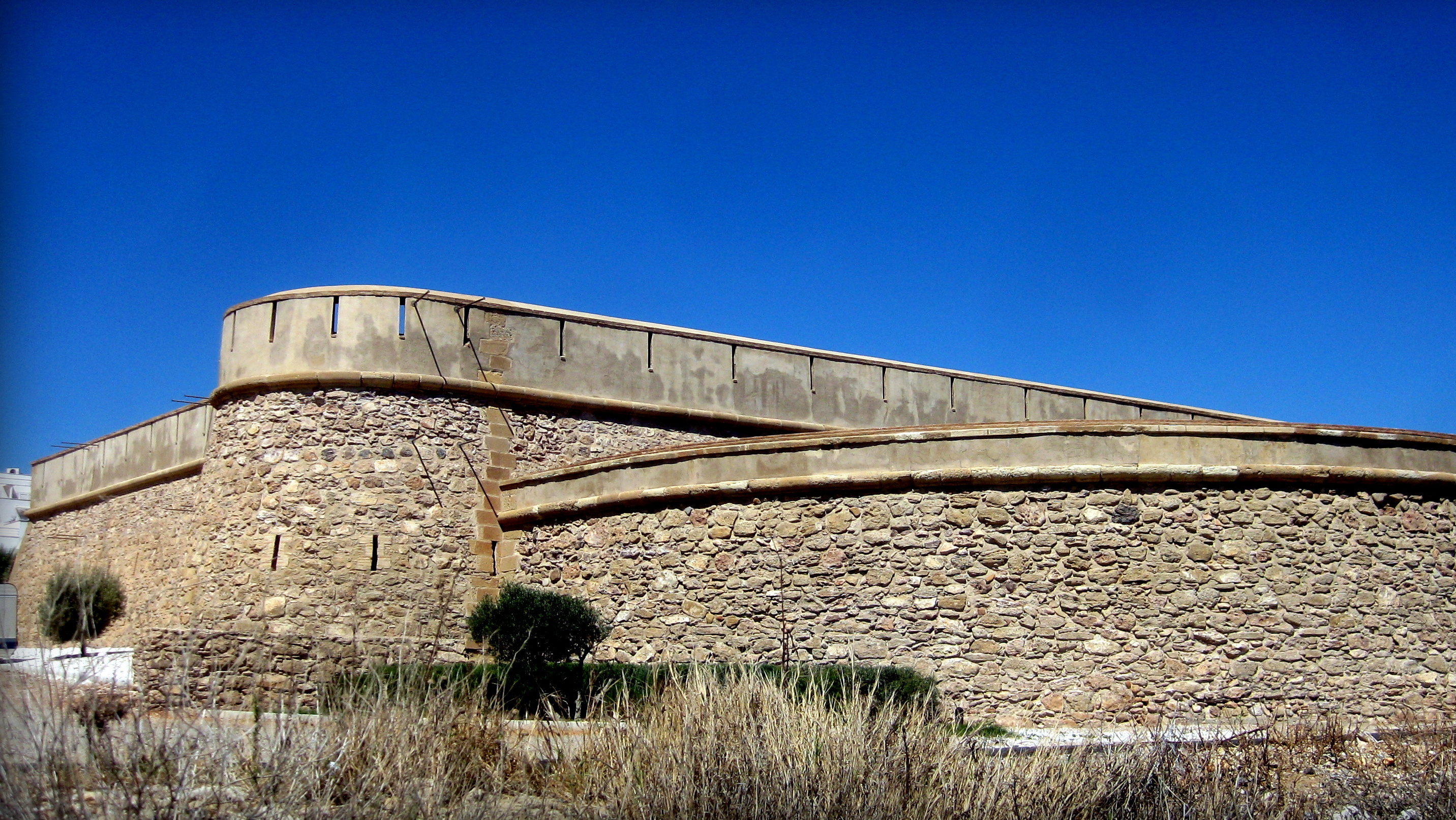
Burg Castillo de las Escobetas
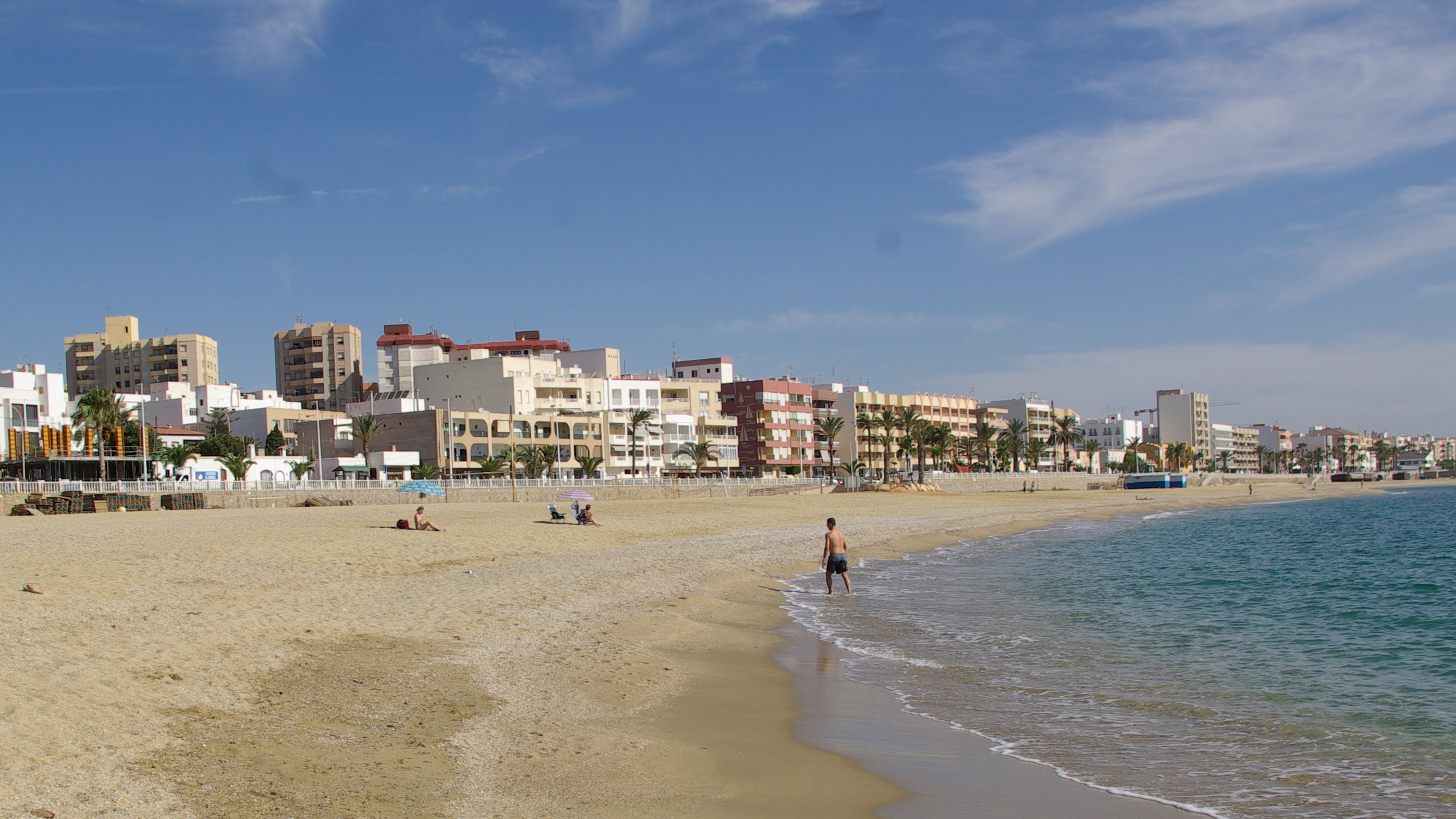
Strand